# Trichonta sobria
Trichonta sobria är en tvåvingeart som beskrevs av Gagne 1981. Trichonta sobria ingår i släktet Trichonta och familjen svampmyggor.
Artens utbredningsområde är Nepal. Inga underarter finns listade i Catalogue of Life.